# Église Sainte-Marie de Torreneules
Pour les articles homonymes, voir église Sainte-Marie.
L’église Sainte-Marie de Torreneules  ou Torneules est une église préromane, aujourd'hui en ruines, située dans un vallon du massif des Albères, sur le territoire de la commune d'Argelès-sur-Mer dans le département des Pyrénées-Orientales. 

## Situation
| \| Église Sainte-Marie de Torreneules \| Situation par rapport aux sites préromans des Pyrénées-Orientales. |
| Église Sainte-Marie de Torreneules                                                                          |

## Histoire
Située dans le vallon voisin de l'abbaye de Valbonne, l'histoire de cette église y est en partie liée. Les origines de cette église sont cependant bien plus anciennes que la dite abbaye ; en effet, elle est mentionnée pour la première fois en 844 dans la sentence d'un procès. Il s'agit de l'église d'un hameau ou groupement d'habitations du haut Moyen Âge ou Cellera, d'où dérive probablement le nom de l'abbaye.
Elle se trouvait, jusqu'au XIIIe siècle sur un territoire appartenant à l'abbaye Saint-Cyr de Colera, situé sur le versant sud des Albères (aujourd'hui en Espagne). Au XIIIe siècle ce territoire, ainsi que l'église de Torreneules, est vendu à l'abbaye cistercienne de Fontfroide, dont les moines fondèrent l'abbaye de Valbonne située à deux kilomètres au nord. Dès lors l'église de Torreneules est dédiée à saint Michel, pour éviter la trop grande proximité de deux sanctuaires dédiés à sainte Marie. L'église est utilisée jusqu'au XVIIIe siècle environ, avant d'être peu à peu abandonnée. Elle tombe alors progressivement en ruines mais reste encore debout. Bien qu'étant une propriété privée, l'église fut détruite presque entièrement par une explosion lors d'un exercice de l'Armée (durant la guerre d'Algérie).[réf. nécessaire]

## Architecture
Les restes de cette église sont très épars et recouverts par beaucoup de végétation épaisse. Cependant on perçoit encore le plan et une partie de l'élévation de l'abside. Il s'agit d'une église au plan particulier, avec trois nefs voûtées en berceau. La nef centrale est fermée à l'est par une abside rectangulaire, tandis que les nefs latérales sont closes par des absides semi-circulaires. Il s'agit d'une église pré-romane, caractérisée par l'abside rectangulaire. Les absides latérales sont un peu plus tardives, mais sont également pré-romanes. Par son style, l'église peut être datée du IXe siècle. On a retrouvé dans le chœur des traces de peintures murales médiévales (aujourd'hui disparues), laissant penser que l'intérieur était autrefois décoré.